# Howard Hughes
Howard Hughes (24 de desembre de 1905 a Humble, Texas – 5 d'abril de 1976, Houston) va ser un magnat, aviador i enginyer estatunidenc. Des de la seva infantesa somiava ser pilot, productor de cinema i golfista. Excepte en això últim, va tenir èxit en tota la resta: va destacar en gran manera com a aviador, enginyer aeronàutic, empresari i productor de cinema. Destaquen les pel·lícules The Racket (1928), Hell's Angels ([1930), Scarface (1932) i The Outlaw (1943). Va ser famós per les seves fites en l'aire, i per haver construït avions com el Hughes H-1 i l'hidroavió H-4 Hèrcules. Els seus assoliments com a industrial i com a productor a Hollywood van ser molt importants. D'altra banda, les seves excentricitats, manies i el seu comportament llunàtic en general provenen del fet que patia trastorn obsessivocompulsiu (TOC).
Hughes, a més, va assolir una gran notorietat pública gràcies a la seva oposició al pseudo-monopoli de la icònica aerolínia nord-americà Pan Am, que disposava de la «Designació Legal» per realitzar exclusivament vols transatlàntics en Estats Units, veient-se embolicat en una batalla política i legal que finalment va acabar amb l'esmentada legislació, permetent l'inici d'operacions en l'àrea de la seva pròpia línia aèria, la Trans World Airlines, mitjançant els seus avions Lockheed Constellation.

## Biografia

### Infantesa
Howard va néixer a Humble a l'estat de Texas, el 24 de desembre de 1905, data que és posada en dubte per alguns biògrafs (segons els registres baptismals, va néixer el 24 de setembre). Els seus pares van ser Howard i Alene Hughes.
El seu pare, Howard Robard Hughes, va ser un industrial que va patentar la broca tricon, que permetia excavar pous de petroli abans inaccessibles. El 1908 va fundar la Hughes Tool Company per comercialitzar aquest invent. En heretar aquest negoci, l'adolescent Howard fill es va aliar amb la firma Baker.
La seva mare, Alene Hughes, patia misofobia (por de la brutícia o la contaminació). Va influir i va sobreprotegir Howard, fins a arribar al punt que intentava aïllar-lo de tots els gèrmens ambientals.
L'obsessiva mare mantenia els clàssics rituals victorians pel que fa a la cura de la salut dels fills. Repassava exhaustivament el cos nu del nen, aturant-se en les dents, les orelles, els genitals, els colzes i els genolls. Comprovava igualment les seves deposicions. I diàriament s'ocupava també del bany del seu fill, que fregava tot el cos amb un potent sabó de lleixiu. Davant de qualsevol símptoma de febre o malestar, acudien diversos metges a la casa familiar per atendre el nen, sense importar l'hora que fos.
La seva malaltia TOC seria el seu pitjor via crucis. Als onze anys va construir la primera emissora de ràdio que hi va haver a Houston. Amb ella va reeixir comunicar-se amb els vaixells que solcaven les aigües del golf de Mèxic. Recollia i gravava els missatges, i fins i tot va aprendre interpretar els sons en codi Morse, que va aprendre en una sola nit. L'endemà ja contactava amb els oficials dels vaixells.
Del seu pare, va heretar l'interès i la intel·ligència cap a totes les coses mecàniques. Als dotze anys, van fotografiar Hughes al diari local, per ser el primer noi de Houston a tenir una bicicleta motoritzada, que havia construït ell mateix.

### Joventut
Alene Hughes va morir el març de 1922, a causa de les complicacions d'un embaràs ectòpic. Aquest fet va marcar profundament Howard. Mai no aconseguiria desfer-se de la malenconia causada per la pèrdua de la seva mare sobreprotectora.
Menys de dos anys més tard, el gener de 1924, als divuit anys, el seu pare va morir d'un atac al cor. Howard va quedar molt afectat en perdre tan jove els seus pares. La mort precoç dels pares i les seves pròpies fòbies, van impulsar Hughes a crear en els anys 50 un laboratori d'investigació mèdica, sense ànim de lucre.
Per voluntat del seu pare, Howard va heretar el 75% de la seva multimilionària fortuna, que a més incloïa els beneficis generats per la perforació de jaciments de petroli. Poc després de la mort del seu pare, va ingressar en el Rice Institute of Technology. Abans havia estudiat a l'Institut Tecnològic de Califòrnia a Pasadena, on no va obtenir cap diploma.
El 1924 va abandonar el Rice Institute i el juny de 1925 es va casar amb Ella Rice. Junts van abandonar Houston i van anar a viure a Hollywood, on Howard esperava produir pel·lícules. Molt aviat, el matrimoni va entrar en crisi, per les dures condicions de vida domèstica que Howard imposava a la seva esposa, entre altres motius. Després de diversos incidents, Hughes va mantenir la seva esposa, Rice, aïllada a la seva casa durant algunes setmanes el 1929; després d'això ella va tornar a Houston, i va sol·licitar irrenunciablement el divorci. Es diu que va conèixer al gàngster Frank Lucas.

## Personalitat
Howard tenia, a part d'una molt bona presència i intel·ligència, una personalitat atraient. Encara que des de sempre va mostrar actituds estranyes, com la seva marcada tendència a recloure's en si mateix. Era un individu bastant impredictible, solia engrescar-se ràpidament per un projecte i abordar-lo amb una intensitat sorprenent, i tot seguit, oblidar-ho tot. Hughes patia un trastorn obsessiu compulsiu, del qual mai no es va tractar adequadament.
En la seva vida privada, moltes dones van ser atretes per la seva fortuna i personalitat. Va estar relacionat amb nombroses senyores de Hollywood dels anys 30 i 40. Però, al cap d'un temps, Hughes se n'avorria, i elles, al seu torn, tot sovint s'avorrien de les seves manies obsessives. Va mantenir reclosa a la llar la seva primera muller, Ella Rice, fins a provocar-li atacs de pànic i claustrofòbia.
Després del seu primer divorci, Hughes va passar molt temps amb grans estrelles de cinema, oferint matrimoni a moltes d'elles, incloent-hi Katharine Hepburn, que a més d'amant va ser la seva millor amiga. Entre els seus afers es pot citar Bette Davis, Rita Hayworth, Gene Tierney, Ava Gardner, Olivia de Havilland, Yvonne De Carlo, Jane Greer, Kathryn Grayson, Ginger Rogers, Billie Dove (una dona exòtica a qui Hughes va pagar el divorci del seu marit), entre d'altres.
Joan Fontaine va admetre en la seva autobiografia No Bed of Roses haver estat diverses vegades amb Hughes. I Bessie Love va ser una de les seves amants durant el seu primer matrimoni.
Jean Harlow el va acompanyar en l'estrena de Hell's Angels. Però la seva mà dreta, Noah Dietrich, va escriure anys més tard Howard: The Amazing Mr. Hughes. També parlava de Jane Russell, que Howard va intentar portar al llit (segons ella mateixa va reconèixer en la seva autobiografia) estant casada. El va rebutjar, però van ser amics durant anys. A més, hi ha constància que Howard contractava joveníssimes starlets (aspirants a actriu), que formava i gairebé recloïa per poder-les tenir sota el seu estricte domini. S'ha insinuat que tenia noies ficades en apartaments per tot el país.
Per al milionari Hughes, els diners eren un instrument per comprar el que no podia obtenir pels seus propis mèrits personals. Seves són les famoses frases que el retraten en aquest aspecte:
| « | Puc comprar tots els homes del món | » |

| « | Tothom té un preu | » |

Quantitats fabuloses s'extreien de la caixa empresarial Bakery davant del desconsol dels seus comptables, que res no podien fer per evitar-ho. Hughes gastava enormes imports en regals enlluernadors per a les seves amants, en luxoses festes, i en suborns diversos. Així, comprava voluntats i cossos. També malgastava grans sumes en projectes i empreses de dubtosa rendibilitat. No hi havia cap persona en el seu àmbit que fos capaç de fer front a la seva dominant personalitat, excepte de vegades Noah Dietrich.
L'11 de juliol de 1936, a trenta anys, Hughes va atropellar i matar amb el seu cotxe un vianant anomenat Gabriel Meyer, a Los Angeles. A l'hospital on el van atendre, un metge va informar que Hugues semblava haver begut alcohol. Va ser detingut i acusat de «sospita d'homicidi negligent».
Un testimoni va declarar a la policia haver vist circular l'automòbil de Hughes de manera erràtica i a gran velocitat, i que, abans de l'accident, el vianant es trobava quiet a la zona segura d'una parada de tramvia. Però més tard, durant la investigació, el testimoni es va retractar de tot el que havia dit i va donar suport a la versió de Hughes, segons la qual conduïa a poc a poc quan un vianant es va llançar davant del seu vehicle sense que pogués esquivar-lo. El fiscal del districte va recomanar que Hughes fos eximit de qualsevol responsabilitat en el cas.
D'altra banda, la seva murrieria i manca d'escrúpols com a home de negocis queden clares en veure com aconseguia evitar els impostos. En els primers anys de la seva companyia aeronàutica, Hughes Aircraft, fundada el 1932, va intentar sense èxit traslladar l'empresa de Califòrnia a Nevada, on els impostos eren més baixos. Al final, el 1953, va donar tots els actius al seu propi institut d'investigació mèdica (l'Institut Mèdic Howard Hughes), entitat exempta del pagament d'impostos.
Encara que va viure a la seva pròpia casa de Califòrnia durant molts anys, es va adonar que podia viure en hotels sense haver de declarar al fisc la seva residència. Però poc després la llei va canviar i tota persona que residia almenys 180 dies en un estat qualsevol, havia de pagar impostos per això. Davant d'això, Hughes va decidir canviar d'hotel i d'estat. Més tard, després de la mort de Hughes, quan els estats de Califòrnia i de Texas van provar de cobrar els impostos relatius a la seva herència, no van poder provar que hagués residit oficialment a cap dels dos territoris.
A més, els directius de les seves empreses no percebien grans sous. El pla de Hughes, un cop els directius deixaven la companyia, consistia a fer declaracions públiques crítiques i ofensives sobre ells, cosa que el va obligar a afrontar diverses demandes judicials per difamació. En general, Hugues perdia els judicis i es veia obligat a pagar els milions que devia. Així va passar amb Noah Dietrich, i també de Robert Maheu, la indemnització del qual va ser de 2,2 milions, entre d'altres.

## Aviació
Durant tota la seva vida, Howard Hughes va ser un entusiasta de l'aviació. Es diu que va volar per primera vegada als catorze anys, encara que no està confirmat. Del que no hi ha dubte és que va ser un intrèpid pilot i un gran industrial del sector. A més, la seva intel·ligència i el seu interès per l'aviació i la mecànica li van permetre convertir-se en enginyer aeronàutic de forma autodidacta, dominant profunds i amplis aspectes en la construcció i disseny d'aeronaus.
Va fundar la companyia Hughes Aircraft i va fixar rècords mundials pilotant els seus avions. La seva màquina tecnològicament més rellevant va ser el Hughes H-1 Racer. El 13 de setembre de 1935, volant l'H-1, va assolir els 566 km/h, batent l'anterior rècord de velocitat aèria de 505 km/h, a Santa Ana, Califòrnia. Versions no confirmades indiquen que l'H-1 va servir de model pel que seria un dels millors avions de combat en la primera fase de la Guerra del Pacífic, l'avió japonès Mitsubishi A6M Zero.
Un any i mig més tard, el 19 de gener de 1937, amb un redissenyat Hughes H-1 Racer, va batre el seu propi rècord transcontinental de velocitat aèria, en volar sense escales des de Los Angeles fins a Nova York en 7h 28:25 (abans ho havia fet en 9 hores, 27 minuts). La seva velocitat mitjana va ser de 518 km/h.
L'H-1 va mostrar un important nombre d'innovacions en el seu disseny. Comptava amb un tren d'aterratge retractable, i tots els reblones i empalmaments van ser fixats a ran al cos de l'aeroplà, per reduir la fricció cinètica i guanyar velocitat. L'H-1 va influir el disseny d'alguns aeroplans de la Segona Guerra Mundial, com el Mitsubishi A6M, el Focke-Wulf Fw 190 i el F6F Hellcat. L'H-1 va ser donat a la Institució Smithsonian el 1975, i s'exhibeix en el seu Museu Nacional de l'Aire i l'Espai, a Washington DC.
El 10 de juliol de 1938 Hughes va establir una nova marca en completar un vol al voltant del món en tot just 91 hores (3 dies, 19 hores), batent l'anterior de més de quatre dies. Per a aquest vol no va utilitzar cap dels seus aeroplans, sinó el Lockheed Model 14 super Electra, amb una tripulació de quatre homes i dotat de ràdio i equips d'última tecnologia. Hughes pretenia que aquella gesta fos una gran victòria tecnològica, per demostrar així que els viatges aeris de llarga distància podien ser completament segurs.
El jove magnat va rebre molts premis com a pilot, com el Harmon Trophy (el 1936 i el 1938), el Collier Trophy (en el 38 també) i l'Octave Chanute Award (el 1940). El 1939, va ser guardonat amb la Medalla d'Or del Congrés «en reconeixement dels assoliments de Howard Hughes en fer avançar la ciència de l'aviació, i així aconseguir un gran reconeixement cap aquest país a tot el món». Tanmateix, segons el New York Times, Hughes no es va molestar a acudir a Washington a recollir la medalla. Finalment, el president Franklin Roosevelt li la va enviar per correu.

### Hughes Aircraft
Hughes Aircraft va ser fundada el 1932, a la cantonada d'un hangar de Lockheed Aircraft Corporation a Burbank a l'estat de Califòrnia. En principi va ser una divisió de la Hughes Tool Company, ideada per realitzar la costosa conversió de l'H-1 Racer en un avió militar. Durant i després de la Segona Guerra Mundial, Hughes va poder convertir la seva companyia en contractista del Departament de Defensa. La divisió Hughes Helicopters es va crear el 1947, quan el fabricant d'helicòpters Kellett va vendre a Hughes el seu últim model.
L'any següent es van crear noves divisions en l'empresa: Hughes Aerospace Group,The Hughes Space and Communications Group i Hughes Space Systems Division. El 1961, van ser fusionades per donar pas a la Hughes Space and Communications Company.
Howard sempre va intentar minimitzar el pagament d'impostos, per la qual cosa va provar de traslladar Hughes Aircraft a l'estat de Nevada, més lax en qüestions fiscals. No li va reeixir, i finalment, el 1953, va donar tots els seus actius de Hughes Aircraft a la seva acabada de crear institució mèdica sense ànim de lucre (Institut Medic Howard Hughes).

### El terrible accident de l'XF-11
El 7 de juliol de 1946, Hughes va tenir un gravíssim accident a Los Angeles quan efectuava el primer vol de prova experimental de l'avió espia XF-11, que construïa per a l'Exèrcit dels EUA. La prova va transcórrer normalment; tanmateix, als 105 minuts d'haver-se enlairat i preparant-se per retornar, una imperceptible pèrdua d'oli al motor dret va fer que disminuís la pressió que és necessària per controlar el pas de les hèlixs, el que va fer que aquestes revertissin el seu angle d'atac. Això va fer que el motor tirés fortament cap enrere, descompensant l'avió i portant-lo a perdre altitud ràpidament. Aquesta situació, difícil de controlar, va ser analitzada dies després de l'accident, pel que l'accident no pot catalogar-se com a fallada humana, sinó com a fallada mecànica.
Hughes va tractar d'aterrar l'aparell en el camp de golf de Los Angeles Country Club, a Beverly Hills, però no ho va aconseguir. L'XF-11 va impactar contra tres cases, i els seus dipòsits de combustible van explotar. Hughes, molt malferit, va aconseguir sortir de la cabina, però patint greus cremades, en estar cremant el mateix avió i els voltants. Va ser auxiliat pel sergent primer del Cos de Marines dels Estats Units William L. Durkin, que es trobava a la zona.
Els danys van ser severs. Va patir lesions internes, múltiples fractures (la clavícula, totes les costelles...) i cremades de tercer grau per tot el cos. Va tenir seqüeles la resta de la seva vida. A partir de llavors, un bigoti taparia les cicatrius del seu llavi superior.
La Força Aèria dels Estats Units va culpar del sinistre al mateix Hughes, que segons els militars va cometre diverses irregularitats, com no seguir la ruta prevista o utilitzar una freqüència de ràdio diferent a l'assignada. A més, a l'informe es deia que l'XF-11 va perdre el control abans de caure. Això va suposar un dur cop per a l'ego de Hughes, que no va dubtar a protestar i intentar rectificar l'esmentat informe. El magnat va assenyalar que en cap moment no va perdre el control de l'aparell, sinó que va perdre altura a causa de la fallada d'una de les hèlixs. I també va denunciar que l'informe de la Força Aèria era parcial i injust. Segons va declarar, els militars no volien reconèixer cap prova que evidenciés errors en el funcionament del seu sistema d'hèlixs, que havia costat enormes quantitats de diners. Aquest sistema constava de dues hèlixs de quatre pales connectades una darrere d'una altra, i cada una girava en sentit oposat a l'altra; aquestes hèlixs, igual com l'avió, eren de tipus experimental.
A l'hospital, Hughes tenia el cos destrossat però la ment lúcida. Prova d'això és que va trucar als seus enginyers perquè li fessin un llit a mida, ja que el disseny no li agradava. Seguint les seves indicacions tècniques, li van posar un sistema hidràulic gestionat per 30 motors elèctrics, que li permetia ajustar el llit prement diversos botons, creant el modern llit d'hospital.

### Hughes i el seu H-4 Hèrcules

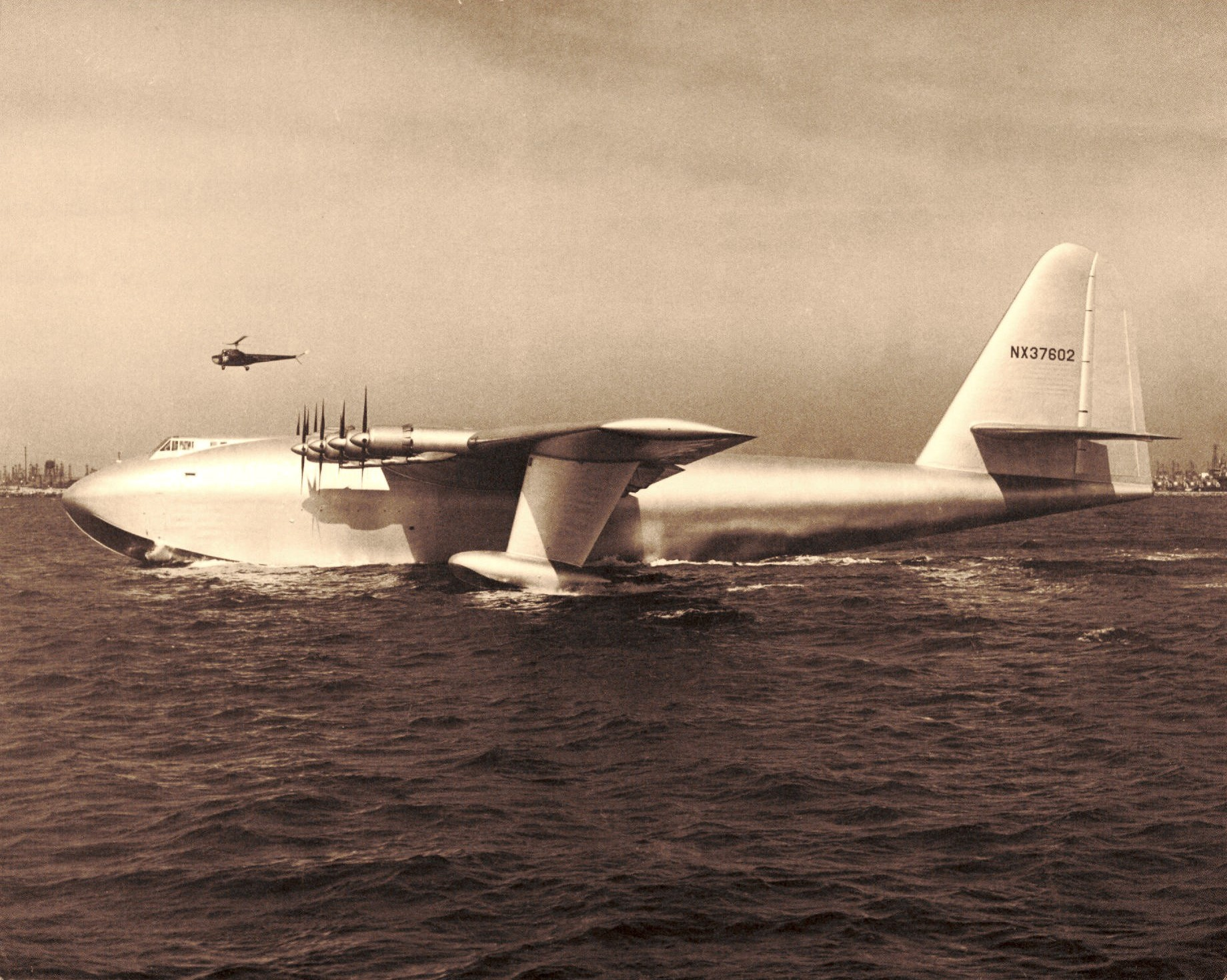
Hughes H-4 Hèrcules preparant-se per al vol de 1947.

El seu projecte més famós potser va ser l'H-4 Hèrcules. En construir aquesta gegantina aeronau, Hughes va batre un rècord més: va crear l'hidroavió de més envergadura que qualsevol avió mai no construït abans. Anomenat Spruce Goose, el seu propòsit inicial va ser bèl·lic. Estava ideat per utilitzar-lo en la Segona Guerra Mundial per transportar tropes i equip a través de l'Atlàntic, evitant així les gravíssimes pèrdues que ocasionaven els submarins alemanys. Però la mateixa magnitud i complexitat del projecte van impedir que fos acabat a temps.
L'Hèrcules va suscitar gran controvèrsia, i la premsa va acusar Howard de falta de criteri i de malversar l'erari. Es va arribar a dubtar que algun dia aconseguís si més no construir tal aeronau. A causa de la seva espectacular mida (pesava 193 tones), només se'n va poder construir un aparell. Davant del debat públic sorgit entorn de la seva viabilitat, Hughes va declarar que si no aconseguia fer-ho volar, abandonaria el país per no tornar.
El 1947 va haver de comparèixer davant del Comitè d'Investigació de la Guerra del Congrés, per explicar els motius pels quals no havia complert amb els terminis del contracte. Hughes es va defensar amb vehemència, i el comitè es va dissoldre sense redactar un informe final. Una vegada més, Hughes es va sortir amb la seva, i va fer volar el gegantí hidroavió el 2 de novembre de 1947, a Long Beach, Califòrnia, davant d'una gran multitud. No obstant això, l'Hèrcules tan sols es va elevar 30 metres sobre l'aigua durant una milla (1,6 quilòmetres), amb el mateix Hughes als comandaments, assolint uns 130 km/h. No tornaria a volar mai més.
Més tard, va declarar que ho va fer només per demostrar davant del Congrés i l'opinió pública que els diners dels contribuents havien estat gastats correctament. Va estar sota els focus dels mitjans de comunicació, va ser portada de la revista Time el 19 de juliol de 1948.
Actualment, l'Spruce Goose es troba a l'Evergreen Aviation Museum, a McMinnville, Oregon.

### L'aventura de les aerolínies TWA
El 1939, Hughes va invertir set milions de dòlars en accions de la companyia TWA, i va aconseguir el control d'aquesta aerolínia. En assumir la propietat de la TWA, se li va prohibir a Hughes, segons la llei federal, construir els seus propis aeroplans.
Howard va haver de lluitar amb un perillós competidor, la Panagra, més tard, Pan American World Airways (Pan Am), representada pel poderós i hàbil negociant Juan Trippe, que en aquell moment tenia la supremacia de les rutes aèries nord-americanes i sud-americanes. Trippe tenia l'absolut monopoli del cel i a més moltes voluntats comprades a nivell governamental, i va ser un acèrrim enemic de Hughes.
Buscant un aeroplà que realitzés un millor treball que la flota de Boeing 307 Stratoliner de la TWA, Hughes es va apropar al competidor de Boeing, Lockheed.
De fet, Hughes ja tenia una bona relació amb Lockheed, ja que ells havien construït l'avió que va utilitzar per volar al voltant del globus el 1938. Lockheed va acceptar la demanda de Howard per construir un nou avió en secret. El resultat final va ser l'estilitzat i elegant Lockheed Constellation, i la TWA va comprar els primers 40 avions de la cadena de producció (realitzant així la més gran i costosa comanda d'avions de la història fins aquell moment).
Malgrat que Pan Am va ser considerada com l'aerolínia bandera dels Estats Units durant la seva existència, TWA va ser la segona aerolínia més representativa d'aquest país i, a diferència de Pan Am, monopolitzava els vols interns fent que fos, en cert sentit, una companyia més gran que Pan Am. Aquest fet, sumat que Hughes era amo de gran part de les accions de la companyia, van fer de Hughes l'home més ric dels Estats Units i el primer milionari nord-americà que va superar la fortuna de mil milions de dòlars.
El 1956, Hughes va fer una comanda de 63 Convair 880 per a la TWA, amb un cost de 400 milions de dòlars. Encara que Hughes era extremadament ric en aquest temps, els creditors exteriors li van exigir que abandonés el comandament de la TWA a canvi de diners. Moltes de les maniobres en contra seu estaven impulsades per Trippe de la Pan Am.
El 1960, en última instància, va haver de deixar la TWA, tot i que encara tenia el 78% de la companyia, per la qual cosa va lluitar per recuperar el seu control total en anys següents.
El 1966, un tribunal federal nord-americà el va forçar a vendre les seves accions, a causa de conflictes d'interessos entre la TWA i la seva pròpia companyia aeronàutica (Hughes Aircraft). La venda de la seva part de la TWA el va fer guanyar 547 milions de dòlars. Durant els anys 70, Hughes va tornar al negoci de les línies aèries, comprant la línia Aérea l'Oest i reanomenant-la Hughes Airwest.
Reconeixements com a aviador 
| Reconeixement                     | Any  |
| --------------------------------- | ---- |
| Harmon Trophy                     | 1936 |
| Harmon Trophy                     | 1938 |
| Collier Trophy                    | 1939 |
| Congressional Gold Medal of Honor | 1939 |
| Octave Chanute Award              | 1940 |

## De la reclusió a la mort
A finals de 1950, Howard Hughes havia desenvolupat ja clars símptomes debilitants del trastorn obsessiu-compulsiu (TOC). Qui va ser un dels homes més vistos d'Amèrica, ara desapareixia totalment de la vida pública, encara que els tabloides van continuar informant sobre el seu comportament i situació.
El 12 de gener de 1957, Hughes es va casar amb Jean Peters, a la que havia conegut feia diversos anys. El seu segon matrimoni va ser també tempestuós, a causa de les seves cada vegada més obsessives manies i a la seva tendència a recloure's. De fet, va arribar un moment a partir del qual només contactava amb la seva esposa per telèfon. En diverses ocasions, els mitjans van publicar que estava en fase terminal, mentalment inestable, i fins i tot mort.
Hughes havia estat obsessiu-compulsiu durant tota la seva vida. En els anys 30, els amics propers van divulgar la seva obsessió per la mida dels pèsols (un dels seus aliments preferits), i que fins i tot utilitzava una bifurcació especial per classificar-los per la mida abans de consumir-los.
Mentre produïa The Outlaw, Hughes es va obsessionar per un defecte de menor importància en una de les bruses de Jane Russell, argumentant que la tela s'agrupava al llarg d'una costura, amb la qual cosa donava l'aparença que cada un dels pits de Russell tenia dos mugrons. Va estar tan preocupat per això, que va arribar a redactar un detallat memoràndum sobre com resoldre el problema, i el va repartir entre els membres de l'equip de rodatge.
Hughes va arribar a recloure's per complet, es va tancar en habitacions enfosquides, induït per l'ús de medicaments i drogues, encara que sempre va mantenir les visites d'un perruquer. Diversos doctors vivien a la casa, cobrant un sou substancial; tanmateix Hughes rares vegades els veia i en general rebutjava seguir el seu consell.
Cap al final de la seva vida, el seu cercle administratiu íntim es componia en gran part de mormones perquè ell els considerava de confiança, ja que no podien beure alcohol (si bé Hughes mai no va professar aquesta religió).
Sent molt jove, Howard va contreure la sífilis. El tractament en aquella època era experimental i amb efectes secundaris greus. Podia danyar el sistema nerviós central, i provocar així complicacions psiquiàtriques. Els metges no van aconseguir curar-lo, i la seva sífilis va empitjorar. Un dels símptomes era l'aparició de petites butllofes a les seves mans, per la qual cosa li van recomanar no donar la mà a ningú en una temporada. Hughes no va tornar a fer-ho la resta de la seva vida, i sempre que necessitava tocar alguna cosa ho feia amb mocadors de paper com a protecció davant dels gèrmens
Residia en la llavors moderna i pròspera Managua, capital de Nicaragua, a l'hotel més exclusiu d'Amèrica Central d'aquella època: Hotel Intercontinental (actualment Crowne Plaza), quan el va sorprendre el terratrèmol de Managua de 1972, el 23 de desembre; aquell mateix any en va fugir espaordit de forma misteriosa. Es diu que volia fer negocis amb el general Anastasio Somoza Debayle. Per precaució, posterior al terratrèmol abans de partir de Nicaragua, va ser hoste en un dels palaus de la família Somoza.
El 5 d'abril de 1976, als 70 anys, completament autoreclòs en una suite d'un prestigiós hotel d'Acapulco, Hughes agonitza. Agafen un avió cap a l'Hospital Metodista de Houston, però no es va poder fer res per ell. Es creu que va poder haver mort en ple vol, o fins i tot abans de sortir de Mèxic.
Ja a Houston, els metges van poder veure un cos d'aspecte molt envellit i molt prim, amb una llarga barba i amb les ungles molt crescudes. A causa de la seva reclusió, i per culpa de la greu desatenció autoinflingida, era irreconeixible, per la qual cosa l'FBI va haver d'identificar-lo amb les seves empremtes dactilars.
La causa de la mort va ser una fallada renal, segons l'autòpsia, que també va certificar una severa desnutrició, així com detalls escabrosos com els trossos d'agulles hipodèrmiques trencades que tenia ficades sota la pell dels seus braços. Encara que els seus ronyons van fallar, la resta d'òrgans estaven perfectament sans.

## En el cinema
Els seus dos primers films, estrenats el 1927, Everybody's Acting i Two Arabian Knights, van ser èxits de taquilla -aquesta última li va suposar un Oscar al millor director de comèdia-. The Racket, el 1928, i The Front Page, el 1931, van estar nominades als premis de l'Acadèmia.
Entre 1927 i 1930 va gastar 3,8 milions de dòlars dels seus propis diners per produir Hell's Angels, escrita i dirigida per ell mateix, amb l'ajuda de Luther Reed. En principi, el director havia de ser Marshall Neilan, però l'actitud dominant de Hughes el va fer abandonar. Amb la meitat de la pel·lícula rodada, l'estrena de "The Jazz Singer" (el 6 d'octubre de 1927) va portar la revolució del so al cinema. Hughes va incorporar la nova tecnologia a aquesta primera meitat del film, havent d'acomiadar l'actriu noruega Greta Nissen, ja que el seu accent no encaixava amb el paper d'aristòcrata britànica. Va ser substituïda per Jean Harlow, "starlet" descoberta pel mateix Hughes.
La producció va arribar a ser obsessiva per les manies i extravagàncies de Hughes, i pels arriscats combats aeris amb biplans que s'havien de rodar, en els quals van morir tres pilots. De fet, aquests es van negar a rodar la complexa escena final del film, segurs que acabarien estavellant-se. El mateix Hughes va haver de pujar a un biplà per completar la pel·lícula. Ho va aconseguir, malgrat tenir un accident en vol que li va costar ferides lleus.
El colossal rodatge va durar gairebé tres anys, ja que Hughes va tornar a rodar nombroses escenes aèries que mancaven de sensació de velocitat. Va arribar a contractar un meteoròleg perquè predigués on hi hauria cel ennuvolat. La presència de núvols de fons proporcionava una referència a l'espectador, que així podia percebre la velocitat dels aeroplans.
La pel·lícula es va estrenar amb gran pompa en el Grauman's Chinese Theater de Los Angeles, el 24 de maig de 1930. Entre d'altres, hi van assistir com a convidats Charles Chaplin i Buster Keaton. El film va recaptar a prop de vuit milions de dòlars.
El 1932 va produir Scarface. The Outlaw és la seva pel·lícula més coneguda i protagonitzada per Jane Russell, el 1943.
El 1948 es va convertir en un nou magnat del cinema de Hollywood en apoderar-se d'una participació en la direcció de RKO Pictures.

## Filmografia
- Swell Hogan (1926)
- Two Arabian Knights (1927)
- The Mating Call (1928)
- Hell's Angels (1930)
- The Front Page (1931), comèdia policíaca de Lewis Milestone
- Cock of the Air (1932)
- Sky Devils (1932)
- Fora de la llei (Scarface) (1932), film policíac de Howard Hawks
- The Outlaw (1943) de Howard Hughes
- Dimecres boig (The Sin of Harold Diddlebock o Mad Wednesday), comèdia de Preston Sturges (1947)
- Vendetta (1950)
- The Whip Hand (1951)
- Two Tickets to Broadway (1951)
- The Las Vegas Story (1952)
- The Big Sky (1952), film de Howard Hawks
- Second Chance (1953), film policíac de Rudolph Maté
- Louisiana Territory (1953)
- The French Line (1954)
- Son of Sinbad (1955)
- Underwater (1955)
- The Conqueror (1956)
- Jet Pilot (1957), comèdia dramàtica de Josef von Sternberg
- Hatari (1962) dirigida per Howard Hawks

## Cultura popular
S'hi fa referència en l'episodi d'Els Simpsons "$pringfield (Or, How I Learned to Stop Worrying and Love Legalized Gambling)", quan el milionari Mr. Burns construeix un casino i amb el temps pateix de rars trastorns mentals, dissenyant un avió indestructible, emulant Howard Hughes.
S'esmenta a Hughes en el tema "Broadway Melody of 1974", del sisè àlbum de la banda britànica de rock progressiu Genesis. La referència llegeix: "Allà hi ha Howard Hughes amb sabates de camussa blava, somrient-li a la majoret i fumant cigarretes Winston".

## Representacions cinematogràfiques
El 2004, Leonardo DiCaprio el va interpretar al film L'aviador, de Martin Scorsese, que es basava en la pel·lícula per a televisió L'increïble Howard Hughes, estrenada el 1977 com a primer film després de la seva mort i que va ser protagonitzada per Tommy Lee Jones i dirigida per William A. Graham. Aquesta última era l'adaptació al seu torn de la biografia no autoritzada, firmada pel seu exnotari Noah Dietrich i per Bob Thomas.
El 2007, la seva personalitat queda reflectida en la pel·lícula The Hoax, basada en fets reals, protagonitzada per Richard Gere, en la qual el personatge interpretat per Gere planeja i duu a terme una estafa contra una editorial en inventar-se que estava en contacte amb Hughes i que escriuria la seva biografia. Es considerava aleshores que seria un èxit, ja que Hughes no feia aparicions públiques des de feia 15 anys.
Anteriorment, a la pel·lícula de 1991 The Rocketeer, apareix un industrial aeronàutic amb el nom de Howard Hughes, que inventa un revolucionari coet capaç de propulsar una persona.
A la pel·lícula de 1988 de Francis Ford Coppola Tucker: The Man and His Dream és representat en una escena breu per l'actor Dean Stockwell, on apareix ajudant Tucker proveint-li acer per a la producció d'un automòbil amb disseny revolucionari.
Es diu que el personatge Tony Stark (Iron Man) està basat en la vida del magnat nord-americà, amb el qual comparteix moltes característiques similars, com ara la seva extensa riquesa, el seu carisma, la seva intel·ligència, el seu geni d'enginyeria, així com el seu Trastorn Obsessiu Compulsiu (TOC), que és un dels motius pel qual té el seu geni, a més de l'herència que comparteix del seu pare Howard com a científic i enginyer brillant.
A la pel·lícula "The Dark Knight Rises", última de la trilogia del Cavaller Fosc dirigida per Christopher Nolan, Bruce Wayne és representat al principi com un milionari enclaustrat a casa seva i allunyat de tot contacte amb el món exterior mentre corren per la ciutat els rumors de tota classe quant al seu aspecte. Bastant semblant a la personalitat que Hugues va adoptar en les seves reclusions.
El 7 d'abril va ser enterrat en el panteó familiar de l'històric Cementiri Glenwood de Houston.